# Цалдр, Владимир
Владимир Цалдр (чеш. Vladimir Caldr, родился 26 ноября 1958 в Писеке) — чехословацкий хоккеист, правый крайний нападающий. Воспитанник ХК «Ческе-Будеёвице». Серебряный призёр Олимпийских игр 1984 года и чемпионата мира 1983 года в составе сборной Чехословакии.

## Биография
Владимир Цалдр начал свою карьеру в клубе «Ческе-Будеёвице». С 1977 года играл в чемпионате Чехословакии за основную команду. В 1986 году на год перешёл в армейскую команду «Дукла Йиглава». В 1987 году вернулся в «Ческе-Будеёвице», где провёл следующие 2 сезона. В 1989 году перебрался в Нидерланды, где играл до 2001 года за команду «Амстел Тийгерс». В 1992 году вернулся в Чехию , выступал за «Градец-Кралове». Последний сезон игровой карьеры провёл в родном «Ческе-Будеёвице» в качестве играющего тренера. После окончания игровой карьеры в 1994 году стал тренером. Работал с клубами «Ческе-Будеёвице», «Славия Прага», «Писек», с 2011 года тренирует юниорскую команду «Ческе-Будеёвице» (до 16 лет).
C 1981 по 1986 год играл за сборную Чехословакии. Становился серебряным призёром Олимпийских игр 1984 года и чемпионата мира 1983 года.

## Достижения
- Серебряный призёр Олимпийских игр 1984
- Серебряный призёр чемпионата мира 1983
- Серебряный призёр чемпионата Европы 1983
- Серебряный призёр чемпионатов Чехословакии 1981 и 1987
- Бронзовый призёр молодёжного чемпионата мира 1977
- Чемпион Зимней Универсиады 1983

## Статистика
- Чемпионат Чехословакии — 428 игр, 381 очко (160+221)
- Сборная Чехословакии — 85 игр, 20 шайб
- Чемпионат Нидерландов — 34 игры, 52 очка (31+21)
- Вторая немецкая лига — 20 игр, 49 очков (27+22)
- Всего за карьеру — 567 игр, 238 шайб